# Brunon Bendig
Brunon Bendig (Chełmno, 6 ottobre 1938 – Danzica, 15 settembre 2006) è stato un pugile polacco.

## Palmarès

### Olimpiadi
- 1 medaglia:
  - 1 bronzo (Roma 1960 nei −54 kg)

### Europei dilettanti
- 1 medaglia:
  - 1 argento (Berlino Est 1965 nei −57 kg)